# Force India VJM06
A Force India VJM06 foi o carro da equipe Force India para a Temporada de Fórmula 1 de 2013. Esse carro foi pilotado por Paul Di Resta e Adrian Sutil.